# Олександр Войткевич
Олександр Войткевич (пол. Aleksander Wojtkiewicz, латис. Aleksandrs Voitkēvičs, 15 січня 1963, Рига — 14 липня 2006 Балтимор) – радянський і польський шахіст, з 2002 виступав за США.

## Шахова біографія
В некролозі згадано, що Олександр походив зі шлюбу поляка та росіянки, а його батько був сильним гравцем у шахи. Молодший Войткевич починав кар'єру як один із провідних латвійських шахістів, учень VIII чемпіона світу Михайла Таля. Вдало виступав на юніорських змаганнях. 1981 року 18-річний Олександр переміг у чемпіонаті Латвії.
Наступні декілька років (за свідченнями рижан Леоніда Сандлера й Олександра Шабалова) молодий чемпіон переховувався від міліції, уникаючи призову до лав радянської армії, що саме воювала в Афганістані. 1986 року його заарештували й засудили до двох років ув'язнення. У в'язниці працював фотографом та розробив цікавий хід у варіанті Дракона сицилійського захисту.
1988 року Войткевич, етнічний поляк, що здавна співчував визвольним змаганням Солідарності, виїхав до Польщі. Отримавши громадянство, він очолив рейтинг польських шахістів і вже 1989 переміг на чемпіонаті Польщі не зазнавши жодної поразки. Зігравши ще тричі, щоразу здобував медалі: другу золоту 1995 та дві срібні у 1992 та 1996. Двічі грав першим номером за збірну на шахових олімпіадах: у Нови Сад 1990 року та в Манілі 1992, з загальним підсумком 16 пунктів у 28 партіях (57,1 %). Також двічі (1989, 1992) захищав польські національні кольори в змаганнях командного чемпіонату Європи. У першому з виступів, 1989 року, з результатом 7 пунктів у 9 партіях здобув срібну нагороду індивідуального заліку на другій шахівниці. 1990 року ФІДЕ визнала право Войткевича на титул гросмейстера.
Войткевич вдало грав у змаганнях по всьому світу, здобув декілька перемог у турнірах розіграних за швейцарською системою. З кінця 1990-х виступає переважно в США, поселився в Балтиморі, почав навчання в Університеті Меріленду (University of Maryland, Baltimore County), долучившись до місцевої студентської команди, що об'єднала багатьох гросмейстерів. Двічі вигравав відкритий чемпіонат США (2001 та 2004). 2004 року, вже як представник США, брав участь у чемпіонат світу, організованому FIDE за кубковою системою. Вийшов до другого раунду, де його обіграв Вадим Звягінцев.
Дуже сильно грав білими. Його шахові стратегії досліджував майстер зі США Джонатан Хілтон (серія дописів How Wojo Won та книга Wojo's Weapons: Winning with White, Volume I; Wojo — прізвисько Войткевича у Штатах). Найвищий рейтинг: 2595 пунктів та 88-95 місце у списку ФІДЕ від 1 липня 1998 (номер 1 серед шахістів Польщі).
Войткевич мав численні проблеми зі здоров'ям, рано посивів. Помер у Балтиморі від виразки та обширного крововиливу на 44-му році життя.

## Зміни рейтингу
| На цьому місці має відображатися графік чи діаграма, однак з технічних причин його відображення наразі вимкнено. Будь ласка, не видаляйте код, який викликає це повідомлення. Розробники вже працюють для того, щоби відновити штатне функціонування цього графіка або діаграми. | |
| | На цьому місці має відображатися графік чи діаграма, однак з технічних причин його відображення наразі вимкнено. Будь ласка, не видаляйте код, який викликає це повідомлення. Розробники вже працюють для того, щоби відновити штатне функціонування цього графіка або діаграми. |